# ターントゥ
ターントゥ（Turn-To、1951年 - 1973年）は、アイルランドで生産され、アメリカでの競走馬生活を送ったのち、種牡馬となった馬である。自身も早くから優れたスピードを見せた競走馬であったが、とくに種牡馬として現代競馬に多大な影響を及ぼした。その子孫がターントゥ系と呼称されることもある。

## 概要

### 現役競走馬時代
1歳の時にアメリカに輸出された。1953年の2歳時には、Porterhouseの降着による繰上げ優勝したサラトガスペシャルステークス、ガーデンステートステークスなど、5戦して3勝をあげた。年が明けた3歳時もフラミンゴステークスなど3連勝をマーク。クラシック戦線の有力馬と目されたが、骨折により引退、種牡馬入りした。

### 種牡馬時代
1955年から種牡馬入りし、初年度から2歳時に11戦10勝2着1回で2歳牡・セン馬チャンピオンに輝いたFirst Landingを送り出し、北米2歳リーディングサイアーにも輝いた。2歳時だけで18戦9勝をマークして引退したHail to Reasonなども含め、産駒は総じて仕上がり早であった。他にCyane、Sir Gaylord、Best Turnなど、1973年に死亡し、グリーンゲイツファームに葬られるまでに25頭のステークスウイナーを出している。

### 影響
必ずしもコンスタントに活躍馬を出したとは言い難いが、特筆すべきは遺した産駒たちが優れた種牡馬として活躍したことである。First Landingからはケンタッキーダービーの勝ち馬Riva Ridgeが、Hail to Reasonからは北米リーディングサイアーのHaloやエプソムダービー馬Robertoが、Sir Gaylordからも、エプソムダービーや2000ギニーステークス勝ち馬のSir Ivorが出ている。
これらの産駒の血は世界中に広がっており、日本でも数々のチャンピオンホースの血統中にTurn-toの名前を見ることができる。特に1991年から日本で種牡馬入りしたサンデーサイレンスや、ブライアンズタイムの影響もあって、大レースの勝ち馬の血統中に本馬の名前はしばしば見られる。直系以外も含めると、2023年終了時点で有馬記念は本馬の血を引く産駒が27連覇中である。

## 血統
| Turn-toの血統（ロイヤルチャージャー系 / Pharos 3*3＝25.00%、Spearmint 5*4＝9.38%、Lady Josephine，Sunstar 5*4＝9.38%、Sundridge 5*5＝6.25%） | Turn-toの血統（ロイヤルチャージャー系 / Pharos 3*3＝25.00%、Spearmint 5*4＝9.38%、Lady Josephine，Sunstar 5*4＝9.38%、Sundridge 5*5＝6.25%） | Turn-toの血統（ロイヤルチャージャー系 / Pharos 3*3＝25.00%、Spearmint 5*4＝9.38%、Lady Josephine，Sunstar 5*4＝9.38%、Sundridge 5*5＝6.25%） | （血統表の出典）   | （血統表の出典） |
| 父 Royal Charger 1942 | 父の父Nearco 1935 | Pharos 1920 | Phalaris           | Phalaris         |
| 父 Royal Charger 1942 | 父の父Nearco 1935 | Pharos 1920 | Scapa Flow         |                  |
| 父 Royal Charger 1942 | 父の父Nearco 1935 | Nogara 1928 | Havresac           | Havresac         |
| 父 Royal Charger 1942 | 父の父Nearco 1935 | Nogara 1928 | Catnip             |                  |
| 父 Royal Charger 1942 | 父の母Sun Princess 1937 | Solario 1922 | Gainsborough       | Gainsborough     |
| 父 Royal Charger 1942 | 父の母Sun Princess 1937 | Solario 1922 | Sun Worship        |                  |
| 父 Royal Charger 1942 | 父の母Sun Princess 1937 | Mumtaz Begum 1932 | Blenheim           | Blenheim         |
| 父 Royal Charger 1942 | 父の母Sun Princess 1937 | Mumtaz Begum 1932 | Mumtaz Mahal       |                  |
| 母 Source Sucree 1940 | 母の父Admiral Drake 1931 | Craig an Eran 1918 | Sunstar            | Sunstar          |
| 母 Source Sucree 1940 | 母の父Admiral Drake 1931 | Craig an Eran 1918 | Maid of the Mist   |                  |
| 母 Source Sucree 1940 | 母の父Admiral Drake 1931 | Plucky Liege 1912 | Spearmint          | Spearmint        |
| 母 Source Sucree 1940 | 母の父Admiral Drake 1931 | Plucky Liege 1912 | Concertina         |                  |
| 母 Source Sucree 1940 | 母の母Lavendula 1930 | Pharos 1920 | Phalaris           | Phalaris         |
| 母 Source Sucree 1940 | 母の母Lavendula 1930 | Pharos 1920 | Scapa Flow         |                  |
| 母 Source Sucree 1940 | 母の母Lavendula 1930 | Sweet Lavender 1923 | Swynford           | Swynford         |
| 母 Source Sucree 1940 | 母の母Lavendula 1930 | Sweet Lavender 1923 | Marchetta F-No.1-w |                  |

### 近親
半兄に種牡馬のCagire（父Tourbillon）、母の半弟に種牡馬（1961年北米リーディングサイアー）でグランクリテリウム勝ち馬のAmbiorix（父Tourbillon）がいる。